# Луцій Антістій (військовий трибун з консульською владою 379 року до н.е.)
Луцій Антістій (лат. Lucius Antistius; 420 до н. е. — після 379 до н. е.) — політичний і військовий діяч Римської республіки, військовий трибун з консульською владою (консулярний трибун) 379 року до н. е.

## Життєпис
Походив з роду нобілів Антістіїв. Про батьків немає відомостей. 
Користувався повагою й шаною серед плебсу. Завдяки цьому у 379 році до н. е. його було обрано військовим трибуном з консульською владою разом з Публієм Манлієм Капітоліном, Гаєм Манлієм Вульсоном, Луцієм Юлієм Юлом, Гаєм Секстилієм, Марком Альбінієм, Публієм Требонієм і Гаєм Еренуцієм. Мав серед своїх колег значний авторитет. Луцій Антістій на своїй посаді сприяв налагодженню внутрішнього спокою у державі. Подальша доля його невідома.